# لونا (بازیکن فوتبال)
لونا (انگلیسی: Luna؛ زادهٔ ۲۳ سپتامبر ۱۹۷۱) بازیکن فوتبال اهل اسپانیا است.
از باشگاه‌هایی که در آن بازی کرده‌است می‌توان به باشگاه فوتبال هرکولس، باشگاه فوتبال آلباسته بالومپیه، باشگاه فوتبال آلمریا، باشگاه فوتبال هیبرنین، باشگاه فوتبال اسپورتینگ خیخون، باشگاه فوتبال مونتری، و باشگاه فوتبال داندی اشاره کرد.